# Algans
Algans település Franciaországban, Tarn megyében. Lakosainak száma 213 fő (2022. január 1.). Algans Cambon-lès-Lavaur, Cuq-Toulza, Lacroisille, Magrin, Pratviel és Roquevidal községekkel határos.

## Népesség
A település népességének változása:
| Lakosok száma | 208  | 206  | 203  | 197  | 198  | 193  | 203  | 213  |
|               | 2013 | 2015 | 2017 | 2018 | 2019 | 2020 | 2021 | 2022 |